# José Serrato
José Serrato (Montevideo, 30 de setembre de 1868 - ibídem, 7 de setembre de 1960), va ser un economista, enginyer i polític uruguaià, president constitucional entre 1923 i 1927.
Va estudiar enginyeria a la Universitat de la República i es va graduar el 1892, sent un dels tres primers enginyers a obtenir el títol. Va exercir com a Catedràtic i professor de Matemàtiques en l'Ensenyament Secundari i en nivells superiors.
Membre del Partit Colorado i seguidor del batllisme, va ser diputat, ministre de Foment el 1913, d'Hisenda entre 1904 i 1906, d'Interior el 1911 i d'Exteriors el 1934 i 1945.
El 1922 va ser elegit president de la República. Va negociar un tractat de límits amb l'Argentina, va instituir el Tribunal Electoral, va inaugurar el Palau Legislatiu i va crear les caixes de Jubilacions i Pensions Civils i de Jubilacions i Pensions d'Empleats de Banc. Va tenir fama de persona de sòlids coneixements i capacitat d'administració.
Tanmateix, va ser el primer president electe per vot universal, mecanisme previst en la Constitució de 1917.